# Тот, Кристиан
Кристиан Тот (венг. Krisztián Tóth, род. 1 мая 1994, Дармштадт, Гессен) — венгерский дзюдоист, чемпион Венгрии, призёр летней Универсиады, чемпионатов Европы и мира. Бронзовый призёр Олимпийских игр 2020 в Токио.

## Карьера
Родился 1 мая 1994 года в городе Дармштадт (земля Гессен). Выступает в средней весовой категории (до 90 кг). Серебряный призёр (2008) и чемпион (2009—2010) Венгрии среди кадетов. Победитель первенства венгрии среди юниоров 2010—2011 годов. Победитель первенства Венгрии 2012 года среди молодёжи. Пять раз подряд (2011—2015) становился чемпионом Венгрии среди взрослых. Многократный победитель и призёр престижных международных турниров. Бронзовый призёр летней Универсиады 2019 года в Неаполе. Бронзовый (2014) и серебряный (2016) призёр чемпионатов Европы. Серебряный призёр чемпионата мира 2014 года в Челябинске.
На Олимпиаде в первой схватке победил кенийца Киплангата Санга, во второй проиграл китайскому дзюдоисту Чэну Сюньчжао и выбыл из дальнейшей борьбы, заняв итоговое 9-е место.
На чемпионате Европы 2021 года, который проходил в Лиссабоне, венгерский спортсмен в весовой категории до 90 кг сумел завоевать бронзовую медаль турнира.
На предолимпийском чемпионате мира 2021 года, который проходил в Будапеште (Венгрия), венгр завоевал бронзовую медаль в весовой категории до 90 кг, победив в схватке за третье место монгольского спортсмена Гантулгын Алтанбагану.